# シガドライウィザース
株式会社シガドライウィザースは滋賀県彦根市にあるクリーニングチェーン店経営から始まった企業。

## 概要
「シガドライ」と呼ばれる企業である。同社はクリーニングチェーン店経営から始まり、医療・福祉用品を製造販売、天然ゴム製衛生マットレスをスリランカの自社工場で製造し、中東ドバイに現地法人を設立してドバイ政府系企業（REG）と共同事業を進めるなど、多国籍企業としての地位を築いた。

## 沿革
- 1966年（昭和41年）
  - 10月 - クリーニングチェーン店を経営する企業として、株式会社シガドライセンターを設立（※滋賀県内初のクリーニングチェーン店）。
- 1971年（昭和46年）
  - 「即日仕上げ」サービスを開始し、京都市にクリーニングチェーン店を開業する（※滋賀県外への進出はこれが初めて）。
- 1992年（平成4年）
  - 病院寝具リース業に本格参入。
- 1994年（平成6年）
  - 感染・褥瘡（じょくそう。「床ずれ」のこと）予防マットレス（スーパーフレックス）を現地で加工するため、スリランカに子会社（N.K.Y.International（Pvt）Ltd）を設立する。
  - 耐圧分散式マットレスのラミネート加工を開始。
- 1998年（平成10年）
  - スリランカに子会社（マットレス現地生産工場 Nature.Home（Pvt）Ltd）を設立し、稼働を開始する（年産1万枚）。
- 2000年（平成12年）
  - シガドライ福祉用具サービス事業所を開設する。
- 2004年（平成16年）
  - 医療用具輸入販売業者の登録を受ける。
  - Zassi Medical Evolutions,Inc.【USAフロリダ】に出資し、業務提携を開始。
- 2006年（平成18年）
  - 現社名に変更。
- 2007年（平成19年）
  - カンボジアでル・ライスレン農業大臣と会談し、ゴム植林用地の長期借用の内諾を得る。同年、天然ゴムの樹液からバイオエタノールの抽出に成功し、特許を出願する。
- 2008年（平成20年）
  - 体調センサーマット インテリジェントマットレスを発明し、特許を出願する。
  - 鳥インフルエンザウイルスの研究を鳥取大学農学部附属鳥由来人獣共通感染症疫学研究センターと共同研究を開始する。
- 2009年（平成21年）
  - 抗ウィルス素材GZ-08を発明し、特許を出願（※研究の結果、抗ウィルス素材（GZ-08）はH5N3ウイルスに対し99.9999%不活化することが判明。抗菌新素材として注目された）。
  - 大使館を通じてメキシコに同素材のセットを進呈し、滋賀県内の各市・町にも同セットを寄付した（※GZ-08溶液の特殊専用噴霧器を開発し、販売を開始したのもこの年である）。
- 2011年（平成23年）
  - 2月19日 - 第26回日本環境感染学会において「消毒薬GZ-08UPの各種細菌及びウイルスに対する殺菌効果」について、GZ-08はウイルスを含む病原体に対して有用であると発表された（※東邦大学医学部感染症学講座・三菱化学メディエンス・北里環境科学センターの共同研究に依る）。
  - 3月18日 - 東日本大震災の被災者に新消毒薬加工品（衛生マットレス スーパーフレックスと抗ウィルス素材GZ-08を使用した各製品）を贈る。
- 2014年（平成26年）
  - 抗ウィルス素材GZ-08は強毒性のH5N1ウイルスに対し、国立動物衛生研究所の試験において有機物存在下（鶏糞10%）で99.9999986%（約1億分の1）という驚異的な抗ウィルス効果を発揮した。
  - 電力増幅装置を開発し、びわ湖環境ビジネスメッセで発表（※特許申請中）。

## 支店・営業所
- 東京支店　〒113-0033 東京都文京区本郷3-21-11 SASAKIビル
- ショールーム　
  - 〒522-0201滋賀県彦根市高宮町1423-3
  - 東京支店 2Fフロアー

## 事業内容
- メディカル事業
  - 医薬品（抗ウイルス滅菌消毒剤 GZ-08）の販売
  - 感染予防・褥瘡対策・衛生マットレスの販売及びレンタル
  - 在宅介護関連・福祉用具貸与事業
- 生活関連事業
  - 家庭用寝具の販売・レンタル
  - 健康機器の販売・レンタル
- クリーニング事業
  - 病院寝具:ふとん・マットレス・リネン類のレンタル
  - クリーニング店フランチャイズ事業
  - 一般ホームクリーニング

## 関連会社
- 日本環境薬品
- DAISHIZEN（UAE ドバイ）
- Nature Home(Pvt)Ltd.（スリランカ）
- Zassi Medical Evolutions,Inc（アメリカ合衆国・フロリダ）